# Colin Kâzım-Richards
Colin Kâzım-Richards (* 26. August 1986 in Leytonstone, London, England), vor allem in der Türkei auch als Kâzım Kâzım bekannt, ist ein türkischer Fußballspieler.

## Leben
Kâzım-Richards wurde im Londoner Stadtbezirk Leytonstone als Sohn eines Antiguaners und einer Zyperntürkin geboren. In Waltham ging er dann auf die Greenleaf Primary School. Dort interessierte er sich früh für Fußball. An der Aveling Park School in Walthamstow spielte er für das Schulteam. Er startete seine professionelle Karriere in Bury mit 15 Jahren. Dort entwickelte er sich so gut, dass größere Klubs auf ihn aufmerksam wurden.

## Karriere

### Im Verein

#### Karrierebeginn in England
Mit 19 Jahren unterschrieb er einen Dreijahresvertrag bei Brighton  für £250.000. In der Saison 2005/06 schoss er sechs Tore für seinen Klub und sogar das 5000. in der Geschichte der Liga.
Am 31. August 2006 verkaufte Brighton ihn für £1.500.000 an Sheffield United. Kâzım-Richards verhalf seinem Team gegen den FC Middlesbrough am 30. September zum ersten Sieg in der Premier League. Durch seine Vorlage konnte Rob Hulse das 2:1 erzielen. Kâzım-Richards schoss sein erstes Premier-League-Tor, sein erstes und einziges Tor für Sheffield United gegen die Bolton Wanderers. Dies führte zum Endstand von 2:2.

#### Wechsel in die Türkei
Zur Saison 2007/2008 wechselte er für vier Jahre in die Türkei zu Fenerbahçe Istanbul. Die Ablöse lag bei 1,9 Millionen Euro. Sein erstes Spiel für Fenerbahçe bestritt er am 5. August 2007 beim türkischen Supercup-Spiel gegen den Ortsrivalen Beşiktaş Istanbul. Sein erstes Tor für Fenerbahçe erzielte er am 23. Januar 2008 im Pokalspiel gegen Alanyaspor. Sein Vertrag bei Fenerbahçe lief bis zum 30. Juni 2011 und beinhaltete eine festgeschriebene Ablösesumme von ca. 10 Millionen Euro.
Zur Saison 2009/2010 überzeugte Kâzım-Richards am Anfang der Hinrunde erzielte in den ersten 7 Saisonspielen 3 Tore, aber im weiteren Verlauf der Hinrunde fiel er eher mit Eskapaden auf dem Spielfeld als auch Abseits des Spielfeldes auf, anstatt mit Leistung. Somit entschied sich der Fenerbahçe-Präsident Aziz Yıldırım ihn zu suspendieren. Der Präsident erteilte ihm die Freigabe bei einem guten Angebot ihn ziehen zulassen. Da sich in der Folge keine guten Angebote ergaben, wurde er an den FC Toulouse verliehen. In der Winterpause der Saison 2010/11 wurde sein Vertrag bei Fenerbahçe aufgelöst.
Im Januar 2010 wurde er an den FC Toulouse ausgeliehen, zunächst bis Saisonende; darüber hinaus besaß Toulouse eine Kaufoption in Höhe von 4 Millionen Euro.
Da er dort nicht überzeugen konnte, zogen die Franzosen die Kaufoption nicht. Somit kehrte er zu Fenerbahçe Istanbul zurück, um eine zweite Chance zu erhalten.
Colin Kazim Richards wechselte nach seiner Vertragsauflösung bei Fenerbahçe ablösefrei zum Lokalrivalen Galatasaray Istanbul. Sein Vertrag lief bis zum Juni 2014. Er trägt die Rückennummer 80. Bei seinem ersten Spiel für Galatasaray im Pokalspiel gegen Beypazari Sekerspor gelangen ihm sowohl eine Torvorlage als auch ein Tor. Sein erstes Ligator für Galatasaray erzielte Richards am 18. März 2011 gegen den Erzrivalen Fenerbahce Istanbul.
Richards wurde für die restliche Saison 2011/12 an den griechischen Klub Olympiakos Piräus verliehen. Die Griechen besaßen eine Kaufoption, die 1,5 Millionen Euro betrug.
Bei seinem ersten Fußballspiel in Griechenland wurde er mit Bananen beworfen.
Colin Kâzım-Richards wurde für die Spielzeit 2012/13 an den englischen Zweitligisten Blackburn Rovers ausgeliehen.
Am 3. September 2013 wechselte Richards zu Bursaspor. Von Bursaspor wurde er in der Saison 2014/15 an Feyenoord Rotterdam verliehen. In 25 Saisonspielen erzielte er 10 Tore und wurde daraufhin fest verpflichtet. Im Januar 2016 wurde er von Rotterdam suspendiert, nachdem er einen Journalisten körperlich angegriffen hatte.

#### Über Schottland nach Brasilien und Mexiko
Am 1. Februar 2016 wechselte Kâzım-Richards nach Schottland zu Celtic Glasgow. Mit Celtic wurde er Schottischer Meister.
Bereits im Juni 2016 wechselte Kâzım-Richards den Verein und unterschrieb einen Vertrag in Brasilien beim Coritiba FC. Bei dem Klub blieb Kâzım-Richards bis Saisonende. Im Januar 2017 wechselte er zu Corinthians São Paulo.
Im Juli 2018 wechselte Kâzım-Richards nach Mexiko zu Lobos de la BUAP. 2019 spielte Richards für CD Veracruz und ging 2020 zu CF Pachuca.

#### Rückkehr nach Europa
Nachdem Kazim-Richards von seinem Verein CF Pachuca freigestellt wurde und vereinslos wurde, wechselte er nach 2 Monaten Vereinslosigkeit zum englischen Zweitligisten Derby County. In der Saison 2022/23 spielte er für Fatih Karagümrük SK.

### In der Nationalmannschaft
Durch seine Abstammung mütterlicherseits war Colin für die Türkei spielberechtigt. Theoretisch hätte er auch für Antigua oder England spielen können. Er entschied sich letztendlich für die Türkei. Am 24. März 2007 debütierte Colin Kâzım-Richards für die türkische U-21-Nationalmannschaft gegen die Schweiz, in dem Spiel schoss er auch sein erstes Tor und bereitete ein Tor vor.
Kâzım Kâzım wurde vom türkischen Nationaltrainer zur Europameisterschaft 2008 in der Schweiz und Österreich in den türkischen Kader berufen.
Sein letztes Länderspiel für die Türkei bestritt Kâzim Kâzim bei einem Freundschaftsspiel am 31. März 2015 gegen Luxemburg.

## Erfolge
Fenerbahçe Istanbul
- 2 × Türkischer-Supercup-Sieger: 2007 & 2009
- Erreichen des Viertelfinales der UEFA Champions League: 2007/08

Galatasaray Istanbul
- Türkischer Meister: 2012
- Türkischer Supercup-Sieger: 2013 (ohne Einsatz)

Olympiakos Piräus
- Griechischer Meister: 2011/12
- Griechischer Pokalsieger: 2011/12

Türkische Nationalmannschaft
- Erreichen des Halbfinales der Europameisterschaft: 2008 in der Schweiz und Österreich

Celtic Glasgow
- Schottischer Meister: 2015/16

Corinthians São Paulo
- Staatsmeister von São Paulo: 2017, 2018
- Campeonato Brasileiro: 2017

## Trivia
Kâzım-Richards ist mit einer aus Guarulhos stammenden Brasilianerin verheiratet und hat zwei Kinder. Seine türkisch-zypriotische, muslimische Mutter wurde nach dem Militärputsch 1974 von der Mittelmeerinsel Zypern evakuiert. Sein Vater ist ein Rastafarian aus Antigua.